# Marušići (Buje)
Pour les articles homonymes, voir Marušići.
Marušići (en italien : Marussici) est une localité de Croatie située en Istrie, dans la municipalité de Buje, dans le comitat d'Istrie. En 2001, la localité comptait 179 habitants.

## Démographie
| 1948 | 1953 | 1961 | 1971 | 1981 | 1991 | 2001 |
| ---- | ---- | ---- | ---- | ---- | ---- | ---- |
| 493  | 370  | 334  | 157  | 153  | 164  | 179  |